# Garfield's Pet Force
Garfield's Pet Force (bra: Garfield - Um Super-Herói Animal) é um filme de animação digital de 2009 baseado no personagem Garfield de Jim Davis. É a sequência de Garfield's Fun Fest, de 2008.

## Elenco
- Frank Welker como Garfield, Garzooka, Voz do Computador, Dog, Keith, Kung Fu Guard, Lawyer, Monster, Spike Guard, e o Narrador
- Gregg Berger como Odie
- Audery Wasilewski como Arlene
- Jason Marsden como Nermal
- Vanessa Marshall como Vetvix
- Wally Wingert como Jon Arbuckle
- Fred Tatasciore como Billy Bear, Horned Guard
- Greg Eagles como Eli
- Jennifer Darling como Betty, Bonita Stegman
- Stephen Stanton como Randy Rabbit, Skinny Guard, Newspaper Stand Guy
- Neil Ross como Wally, Professor Wally, Charles